# Max Schwarzer
Max Schwarzer (* 5. April 1882 in Breslau; † 30. März 1955 in Braunschweig) war ein deutscher Gebrauchsgraphiker und Illustrator.

## Leben
Nachdem Max Schwarzer eine Lehre als Kaufmann in Breslau absolviert hatte, war er Volontär in einer lithographischen Anstalt. 1908 übersiedelte er mit seinem Freund Valentin Zietara nach München. Zusammen mit ihm, sowie Friedrich Heubner, Emil Preetorius, Franz Paul Glass und Carl Moos gründete er 1914 die Künstlervereinigung Die Sechs, eine der ersten Künstlergruppen für die Vermarktung von Werbeaufträgen.
1914 entwarf Max Schwarzer das Plakat für die Deutsche Ausstellung Das Gas. Er produzierte auch Kunstwerbeplakate unter anderem für die Zigarettenfirma Zuban.
Max Schwarzer zeichnete für die satirische Zeitschrift Simplicissimus. Von ihm stammt das als sehr frivol angesehene Titelbild des Simplicissimushefts vom 19. November 1919 Die Filmdiva.
Im Stil der Neuen Sachlichkeit malte er Titelblätter für die Zeitschrift „Uhu“. Das 1924 in seinen Grundzügen von Kurt Tucholsky konzipierte Magazin aus dem Berliner Ullstein Verlag zeigte sich nicht nur in seinem Äußeren, sondern auch im Inhalt modernen Tendenzen gegenüber stets aufgeschlossen. 1930 fertigte Schwarzer zusammen mit Hans Gött die Art-déco-Mosaiken auf dem Dampfer Europa an. Schwarzers Karnevalsplakate prägten den Münchner Fasching wie zum Beispiel Im Zaubergarten der Regina (Fasching 1928) oder Münchner Fasching (1934).

### Weitere Werke (Auswahl)
Für den Münchener Rösl-Verlag illustrierte er Anfang der 1920er Jahre mit handcolorierten Bildern und Zierstücken die Märchenbände
- Peter Schlemihls wundersame Geschichte
- Ausgewählte Märchen von Andersen.

Zudem schuf er das Bild auf dem Umschlag von Erich Eckertz’ Buch Die Frühmesse der Verrufenen.